# Behringer

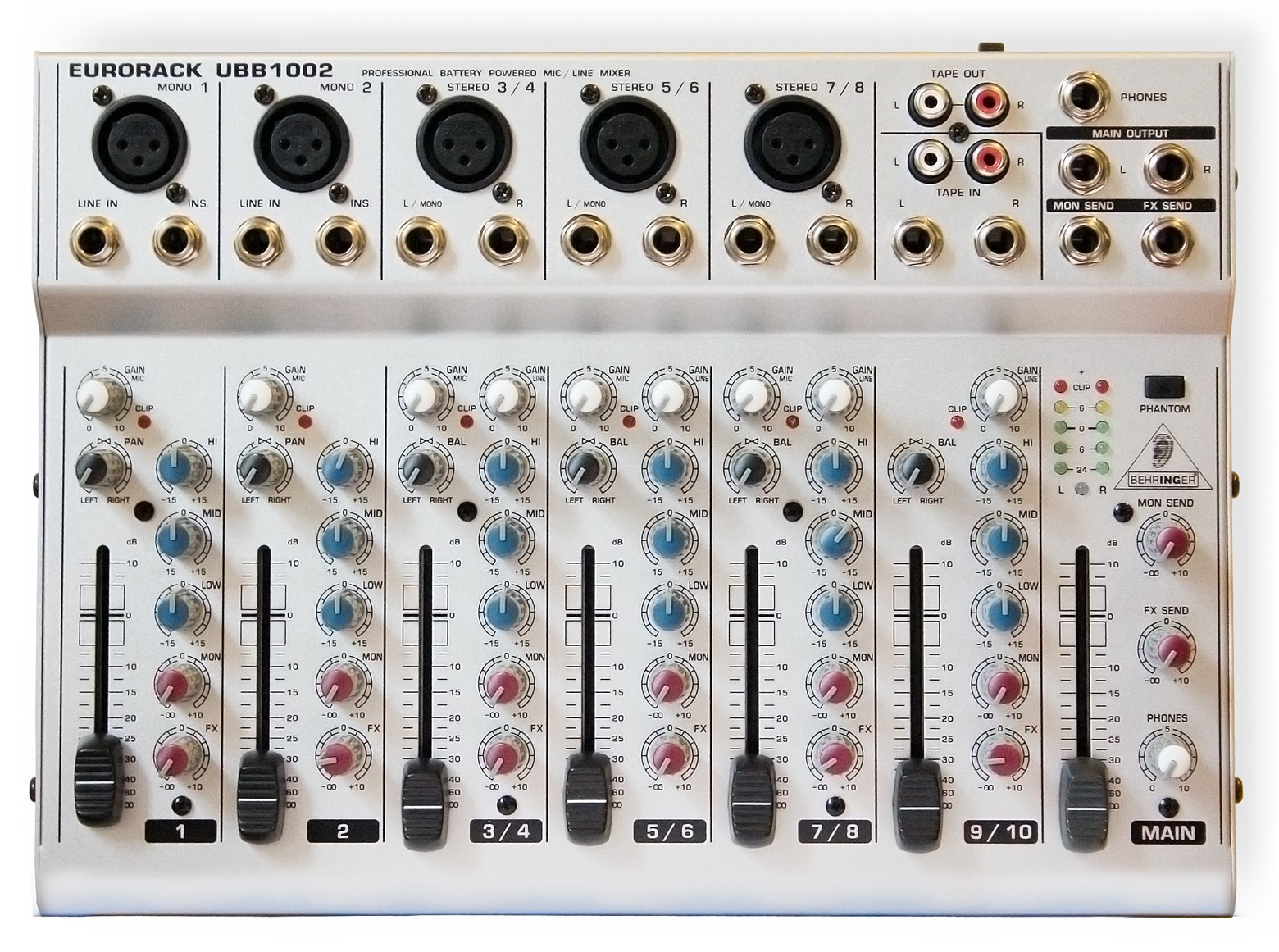
Mixer UBB1002 de la Behringer.

Behringer es una empresa alemana creada en 1989; a partir de una pequeña industria se transformó en un grupo de compañías presente en ocho países, con una cadena de distribución que liga a otros 120. Su misión: hacer el audio profesional accesible a las masas.
La fábrica de Behringer en China está localizada en la ciudad de Zhongshan en un área total de 1.2 mil pies cuadrados. Cuenta con 2.544 mil empleados que trabajan día y noche para llevar sus productos a todas partes del mundo. América Latina es la región que más se ha beneficiado con la estrategia global de producción de Behringer.
Hoy representa, según David Lim, su Director de Corporate Communications, el 40 % de las ventas totales de la empresa y cuenta con perspectivas de crecimiento. Y no está hablando sólo en sentido económico; su diversidad de culturas, gente y música hace de América Latina el espacio perfecto para que su mercado crezca aún más.
En abril de 2015, Music Group/ Behringer compró TC Group. Uli Behringer CEO y fundador de MUSIC Group comentó: “MUSIC Group mantiene un incansable enfoque en la innovación, transformación de negocios y creación IP en general. Desde la adquisición de Midas, Klark Teknik y Turbosound, hemos estado constantemente persiguiendo marcas que completen la excelencia de las consolas de mezcla, procesadores y altavoces ofrecidas por estas marcas. A través de nuestra búsqueda, TC Group claramente ha destacado como la pareja ideal gracias a sus marcas, propiedad intelectual, brillante reputación y grupo de personas. Estoy muy orgulloso de darle la bienvenida al equipo de TC Group a nuestra familia”.
Behringer produce, en su mayoría en China, guitarras y bajos eléctricos, pedales, amplificadores, mixer, micrófonos, equipamientos para estudios de grabación y DJs, entre otros productos.

## Problemas legales
En febrero de 2006 la Federal Communications Commission (FCC, órgano regulador del área de telecomunicaciones y radiodifusión de los Estados Unidos de América) sancionó a Behringer con una multa de un millón de  dólares por no tener efectuadas pruebas a los límites de radiofrecuencias de la legislación estadounidense dado que ya había sido aprobado en las pruebas CE europeas, más exigentes.

## Bullying
En marzo de 2020, a modo de escarnio Behringer registro y publicó un video de 'KIRN CorkSniffer' con el apellido del veterano Peter Kirn periodista musical fundador de CDM y cocreador de MeeBlip synths. Este modo de bullying Behringer ha reportado una reacción de la comunidad musical  y que el día después de su publicación Uli desde la página de Facebook de la compañía ha hecho una disculpa pública, que retiró al día siguiente .